# Płotnica (gmina)
Płotnica – dawna gmina wiejska istniejąca do 1945 roku w woj. poleskim (obecnie na Białorusi). Siedzibą gminy była Płotnica.
Początkowo gmina należała do powiatu pińskiego. 7 listopada 1920 r. została przyłączona do nowo utworzonego powiatu łuninieckiego pod Zarządem Terenów Przyfrontowych i Etapowych. 19 lutego 1921 r. wraz z całym powiatem weszła w skład nowo utworzonego województwa poleskiego. 1 stycznia 1923 roku gmina weszła w skład nowo utworzonego powiatu stolińskiego w tymże województwie. 18 kwietnia 1928 roku do gminy przyłączono część zniesionej gminy Radczysk, natomiast od gminy Płotnica odłączono część obszaru, który przeszedł do gmin Stolin i Chorsk. 
Po wojnie obszar gminy Płotnica wszedł w struktury administracyjne Związku Radzieckiego.